# Cour des comptes (Tunisie)
Pour les autres articles nationaux ou selon les autres juridictions, voir Cour des comptes.
La Cour des comptes est une juridiction administrative tunisienne. Elle est définie dans l'article 69 de la Constitution du 1er juin 1959 comme étant l'un des deux organes du Conseil d'État, le second étant le Tribunal administratif. L'article 114 de la Constitution du 10 février 2014 la rend indépendante, au sein de la « justice financière ».
Elle est chargée principalement du contrôle des comptes publics, de l'usage des fonds publics par les ordonnateurs, les entreprises publiques ou même les organismes privés bénéficiant d'une aide de l'État et d'informer l'Assemblée des représentants du peuple, le gouvernement et l'opinion publique sur la conformité des comptes.

## Premiers présidents
À sa tête, on y trouve le premier président de la Cour des comptes :
- 22 mars 2004-6 août 2011 : Faïza Kefi
- 6 août 2011-17 mars 2014 : Abdelkader Zgolli[3]
- 17 mars 2014-14 juin 2017 : Abdellatif Kharrat[4],[5]
- depuis le 14 juin 2017 : Néjib Ktari[6]